# Mawson-Korridor
Der Mawson-Korridor ist eine 35 km lange und zwischen 6 und 9 km breite Meerenge vor der Mawson-Küste des ostantarktischen Mac-Robertson-Lands. Dieser trichterförmige Seeweg, der sich von Süden nach Norden verjüngt, stellt eine Verbindung zwischen der offenen Kooperationssee und der Holme Bay dar und verläuft zwischen auf Grund aufgelaufenen Eisbergen.
Wissenschaftler der Australian National Antarctic Research Expeditions entdeckten ihn 1954. Seither ermöglicht er einen sicheren Zufahrtsweg zur Mawson-Station. Das Antarctic Names Committee of Australia benannte ihn nach dem australischen Polarforscher Douglas Mawson (1882–1958).